# Rosario Di Salvo
Rosario Di Salvo (Bari, 16 agosto 1946 – Palermo, 30 aprile 1982) è stato un attivista italiano.

## Biografia
Rosario Di Salvo nasce a Bari il 16 agosto del 1946, trasferitosi a Palermo sposa nel 1970 Rosa Casanova. Subito dopo le nozze emigra con la moglie in Germania, ma le difficoltà costringono i due a tornare in Sicilia dopo neppure un anno. Al rientro Rosario, insieme a Rosa, si iscrive al Partito Comunista Italiano, nella sezione Noce di Palermo.

### La politica
Entra a far parte dell'apparato tecnico del partito. Con Achille Occhetto in particolare, divenuto segretario regionale, sviluppa un legame molto solido. Lascia la cooperativa agricola dove lavorava come contabile e si impegna a tempo pieno nei viaggi con i compagni del Comitato regionale. Dal 1981 è autista e scorta del segretario regionale del PCI Pio La Torre.

### L'omicidio
Alle 9:20 del 30 aprile 1982, Rosario Di Salvo e Pio La Torre stavano raggiungendo la sede del partito a bordo di una Fiat 131. Quando la macchina si trovò in una strada stretta, una moto di grossa cilindrata obbligò Di Salvo, che guidava, ad uno stop, immediatamente seguito da raffiche di proiettili. Da un'auto scesero altri killer a completare il duplice omicidio. Pio La Torre morì all'istante mentre Di Salvo ebbe il tempo per estrarre la sua pistola e sparare alcuni colpi, prima di soccombere.
Furono condannati all'ergastolo come esecutori dei due omicidi Giuseppe Lucchese, Nino Madonia, Salvatore Cucuzza e Giuseppe Greco. Nel 1995 vennero condannati all'ergastolo i mandanti: i boss mafiosi Salvatore Riina, Michele Greco, Bernardo Brusca, Bernardo Provenzano, Giuseppe Calò, Francesco Madonia e Nenè Geraci.